# SEPECAT Jaguar
Jaguar — истребитель-бомбардировщик совместной разработки Великобритании (British Aircraft Corporation) и Франции (Breguet). Три десятилетия, с начала 70-х, состоял на вооружении ВВС этих стран, а также поставлялся на экспорт.
Создание Ягуара стало одной из первых совместных программ европейских авиастроительных фирм. Производством занимался консорциум СЕПЕКАТ (SEPECAT, от фр. Société Européenne de Production de l’avion École de Combat et d’Appui Tactique — Европейское авиационное производственное объединение по выпуску самолётов боевой и тактической поддержки).

## Модификации

### ВВС Великобритании
Jaguar S
Jaguar B
Jaguar GR.1
Jaguar T.2
Jaguar ACT
Jaguar GR.1A
Jaguar T.2A
Jaguar GR.1B
Jaguar GR.3
Jaguar GR.3A
Jaguar T.4

### ВВС Франции
Jaguar A
Jaguar E
Jaguar M

### Экспортные варианты
Jaguar International

#### ВВС Индии
Jaguar IS
Jaguar IB

##### Производство по лицензии
HAL Jaguar IS
HAL Jaguar IB
HAL Jaguar IM

#### ВВС Нигерии
Jaguar SN
Jaguar BN

#### Королевские ВВС Омана
Jaguar OS
Jaguar OB

#### ВВС Эквадора
Jaguar ES
Jaguar EB

## На вооружении
Великобритания:

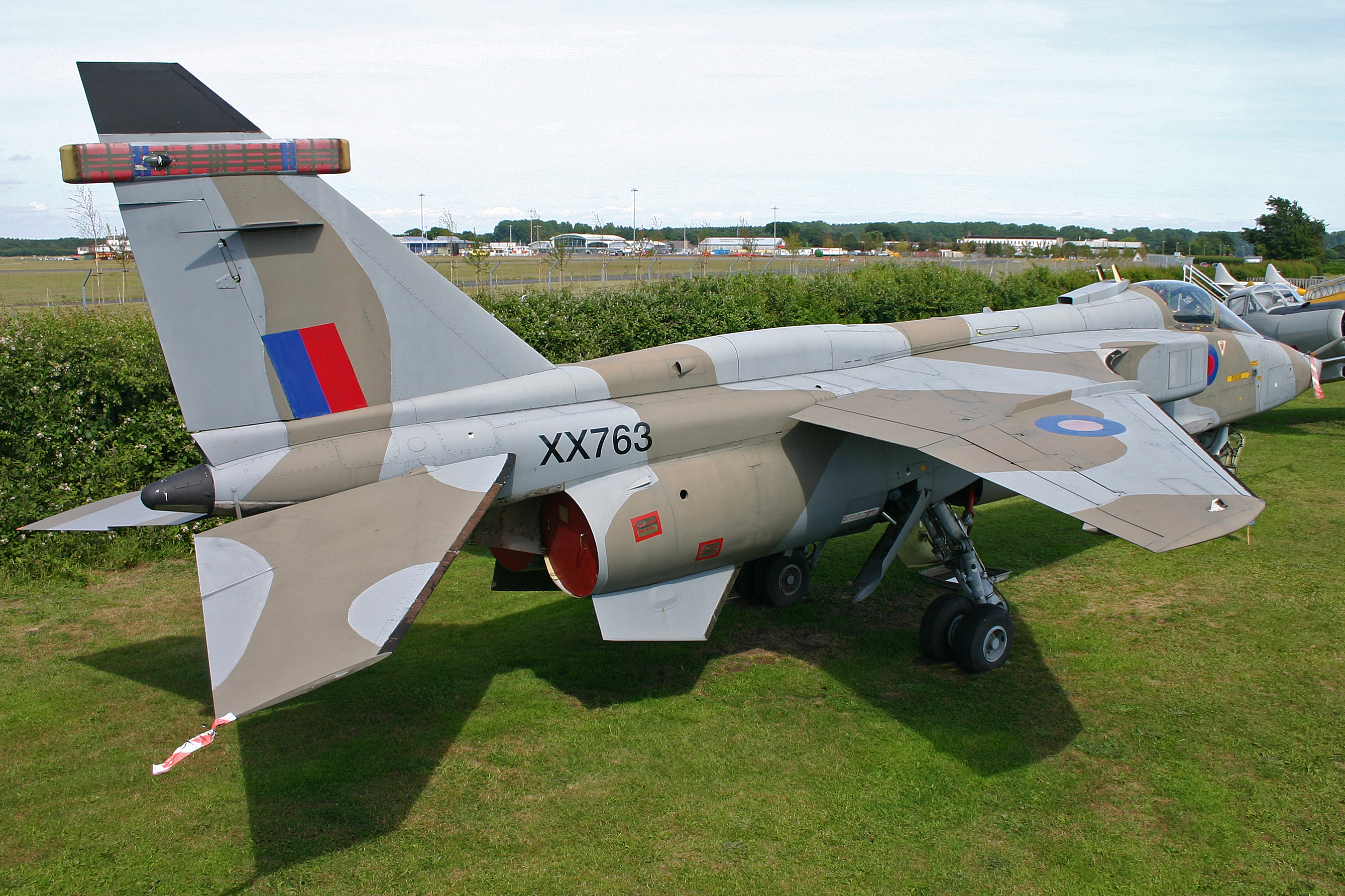
Sepecat Jaguar GR1 (XX763), Королевские ВВС Великобритании

- Королевские военно-воздушные силы (снят с вооружения)

 Индия:
- ВВС Индии — последний Sepecat Jaguar, 148 Jaguar M/S/T продолжают оставаться на вооружении по состоянию на конец октября 2014 года[4].

 Нигерия:
- ВВС Нигерии (снят с вооружения)

 Оман:
- Королевские ВВС Омана — снят с вооружения 16 октября 2014 года[4]

 Франция:
- ВВС Франции (снят с вооружения)

 Эквадор:
- ВВС Эквадора (снят с вооружения)

## Боевое применение

### Война в Чаде
В 1978 году Франция перебросила для защиты правительственного режима восемь истребителей-бомбардировщиков «Ягуар», один был сбит из ПЗРК «Стрела-2», ещё один пропал без вести. В 1984 году ещё два французских штурмовика были сбиты над Чадом.

### Операция «Буря в пустыне» 1991 год
До войны во время тренировок, в учебном воздушном бою с британским «Ягуаром» разбился американский истребитель F-15E, экипаж погиб.
Один самолёт, принадлежавший английскому экспедиционному корпусу, во время патрулирования столкнулся с одиночной иракской ЗСУ-23-4 «Шилка» обстрелявшей его. Первым попаданием пробило кабину, при этом снаряд прошёл буквально у пилота между ног, чудом его не зацепив. Вторым ударом вывело из строя приводы отклоняемых поверхностей левого крыла, третий же разрушил один двигатель, части которого вывалились в сопло, и поджёг другой. При этом изувеченная машина благополучно приземлилась на родном аэродроме. Тем не менее, один британский «Ягуар» был потерян в ходе войны в учебном вылете до начала военной операции. Ещё одну машину по небоевой причине потерял Оман, чьи «Ягуары» не участвовали в войне, и четыре французских повреждены.

### Боснийская война
4 Ягуара участвовали в бомбардировке аэродрома Удбина на территории Республики Сербская Краина. Осуществляли поддержку сил СООНО. Участвовали в операции «Deliberate Force».

### Перуано-эквадорская война 1995 года
см. Война Альто-Сенепа

### Операция «Союзная сила», 1999 год
см. Война НАТО против Югославии

### Каргильская война 1999 года
см. Каргильская война

## Тактико-технические характеристики
Приведённые ниже характеристики соответствуют модификации Jaguar A.
Источник данных: Jane's, 1975.

Технические характеристики
- Экипаж: 1 пилот
- Длина: 15,52 м
- Размах крыла: 8,69 м
- Высота: 4,92 м
- Площадь крыла: 24,0 м²
- Коэффициент удлинения крыла: 3,12
- Стреловидность по линии 1/4 хорд: 40°
- База шасси: 5,69 м
- Колея шасси: 2,4 м
- Масса пустого: 7000 кг
- Нормальная взлётная масса: 11000 кг (при типовой нагрузке)
- Максимальная взлётная масса: 15500 кг
- Объём топливных баков: 4500 л (+ 3 × 1200 л ПТБ)
- Силовая установка: 2 × ТРДДФ Rolls-Royce/Turbomeca Adour Mk 102
  - Бесфорсажная тяга: 2 × 23,9 кН (2435 кгс)
  - Форсажная тяга: 2 × 35,6 кН (3630 кгс)

Лётные характеристики
- Максимальная скорость:  
  - у земли: 1350 км/ч (1,1М)
  - на высоте: 1593 км/ч (1,5М)  на 11 000 м
- Посадочная скорость: 213 км/ч
- Боевой радиус:  
  - по профилю «большая-малая-большая» высота:
    - с ПТБ: 1315 км
    - без ПТБ: 815 км

  - по профилю «малая-малая-малая» высота:
    - с ПТБ: 835 км
    - без ПТБ: 575 км
- Перегоночная дальность: 4210 км (с ПТБ)
- Практический потолок: 12 800 м
- Нагрузка на крыло: 604 кг/м²
- Тяговооружённость: 0,47
- Длина разбега: 940 м
- Длина пробега: 860 м

Вооружение
- Стрелково-пушечное: 2 × 30 мм пушки DEFA 553
- Точки подвески:  
  - 3 с нагрузкой по 1000 кг под фюзеляжем и крылом
  - 2 с нагрузкой по 500 кг внешние под крылом
  - 2 на крыле для ракет «В-В»
- Боевая нагрузка: 4535 кг
- Управляемые ракеты:  
  - ракеты «воздух-земля»: 2 ×  AS.37 Martel или AS.30L
  - ракеты «воздух-воздух»: 2 × R550 Magic
- Неуправляемые ракеты: блоки Matra с 18 × 68 мм ракетами SNEB
- Бомбы: свободнопадающие и управляемые
  - 1 × атомная AN-52
  - 8 × 454 кг фугасных

## Сравнение с аналогами
|                      | Су-17                 | МиГ-27                | LTV A-7 Corsair II            | Grumman A-6 Intruder          | Mitsubishi F-1                |
| -------------------- | --------------------- | --------------------- | ----------------------------- | ----------------------------- | ----------------------------- |
|                      |                       |                       |                               |                               |                               |
| Первый полёт         | 2 августа 1966 года   | 17 ноября 1972 года   | 27 сентября 1965 года         | 19 апреля 1960 года           | 3 июня 1975 года              |
| Принят на вооружение | 1970 год              | 1975 год              | 1967 год                      | 1963 год                      | 1978 год                      |
| Годы производства    | 1969 — 1990           | 1973 — 1994           | 1965 — 1984                   | 1962 — 1990                   | 1977 — 1987                   |
| Единиц произведено   | 2867                  | 1412                  | 1569                          | 693                           | 77                            |
| Статус               | Состоит на вооружении | Состоит на вооружении | Снят с вооружения в 2014 году | Снят с вооружения в 1997 году | Снят с вооружения в 2006 году |

|                      | SEPECAT Jaguar        | Dassault-Breguet Super Étendard | Hawker Siddeley Buccaneer     | СОКО J-22 Орао        | IAR 93                        |
| -------------------- | --------------------- | ------------------------------- | ----------------------------- | --------------------- | ----------------------------- |
|                      |                       |                                 |                               |                       |                               |
| Первый полёт         | 8 сентября 1968 года  | 28 октября 1974 года            | 30 апреля 1958 года           | 31 октября 1974 года  | 31 октября 1974 года          |
| Принят на вооружение | 1972 год              | 1978 год                        | 1962 год                      | 1978 год              | 1978 год                      |
| Годы производства    | 1968 — 1981           | 1977 — 1983                     | 1961 — 1977                   | 1978 — 1992           | 1976 — 1990                   |
| Единиц произведено   | 573                   | 85                              | 206                           | 165                   | 86                            |
| Статус               | Состоит на вооружении | Состоит на вооружении           | Снят с вооружения в 1993 году | Состоит на вооружении | Снят с вооружения в 1998 году |